# Mézières (Fribourg)
Pour les articles homonymes, voir Mézières.
Mézières (Méjire  en patois fribourgeois) est une localité et une commune suisse du canton de Fribourg, située dans le district de la Glâne.

## Histoire
En 2004, Mézières a fusionné avec sa voisine Berlens.

## Géographie
Selon l'Office fédéral de la statistique, Mézières mesure 893 ha. 6,8% de cette superficie correspond à des surfaces d'habitat ou d'infrastructure, 79,3% à des surfaces agricoles, 13,7% à des surfaces boisées et 0,1% à des surfaces improductives.
Mézières est limitrophe de Romont, Villaz, Massonnens, Vuisternens-devant-Romont et Siviriez.

## Démographie
Selon l'Office fédéral de la statistique, Mézières possède 1 081 habitants en 2022. Sa densité de population atteint 121 hab./km2.
Le graphique suivant résume l'évolution de la population de Mézières entre 1850 et 2008 :

## Patrimoine bâti

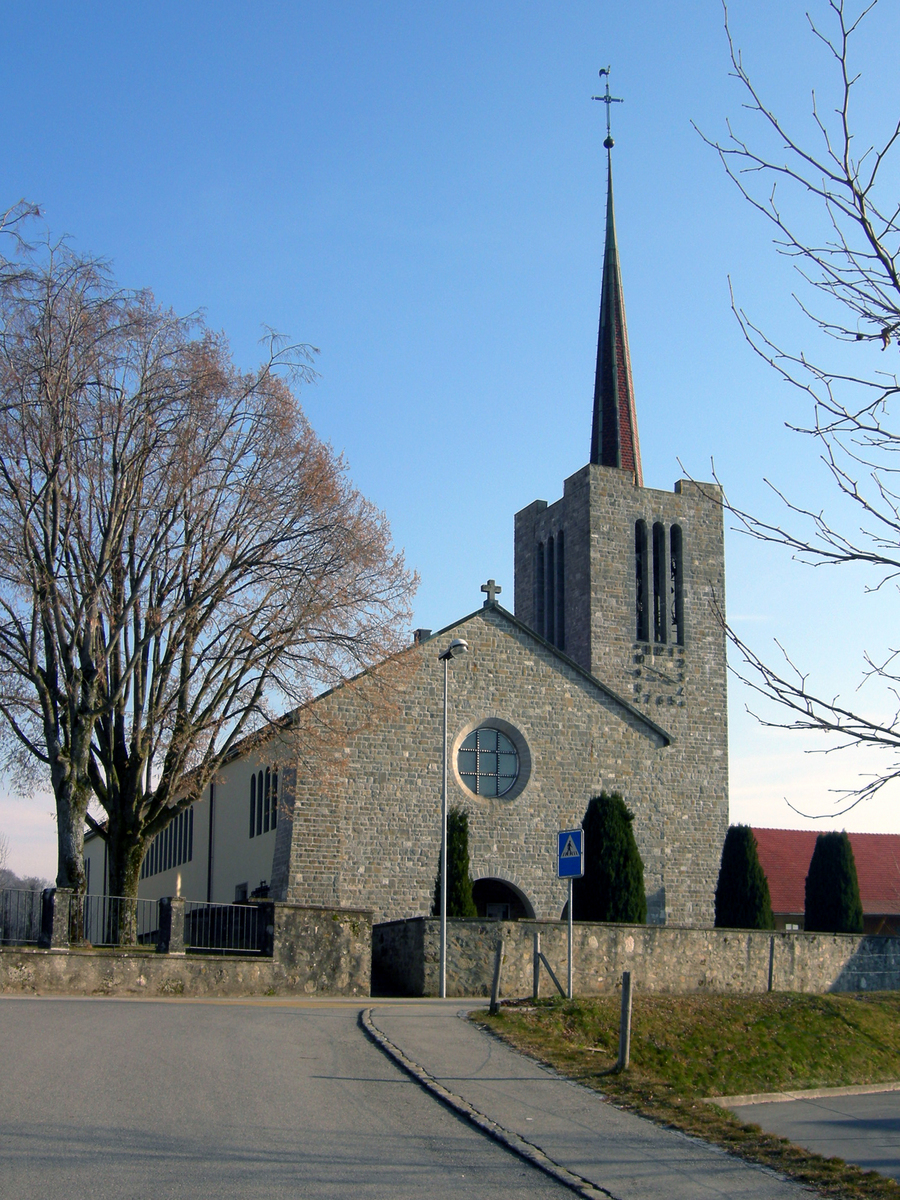
Eglise de Mézières

L'église Saint-Pierre-aux-liens (1937-1939), due à l'architecte Fernand Dumas, est l'une des constructions majeures du Groupe de Saint-Luc et témoin de ses ambitions de renouveau de l'art sacré. L'architecte y a prévu l'emploi quasi-exclusif du verre pour l'agencement intérieur. Les autels, table de communion, chaire et lustres ont été réalisés par l'atelier Labouret, à Paris, inventeur, avec les verriers François Décorchemont et Félix Gaudin, de la dalle de verre (1928). Le chœur de l'église est orné d'une vaste composition d'Emilio Maria Beretta qui couvre le mur entier du chevet plat. Cette peinture sous verre met en scène la délivrance de saint Pierre par un ange qui le fait sortir de prison. Les vitraux non figuratifs ont été imaginés par Yoki (alias Émile Aebischer) et réalisés en collaboration avec le verrier Michel Eltschinger. Ils mettent en œuvre deux techniques différentes : la rose de la tribune (1969) est en dalle de verre, tandis que les vitraux de la nef sont en résille de plomb, de largeur variable (1979).

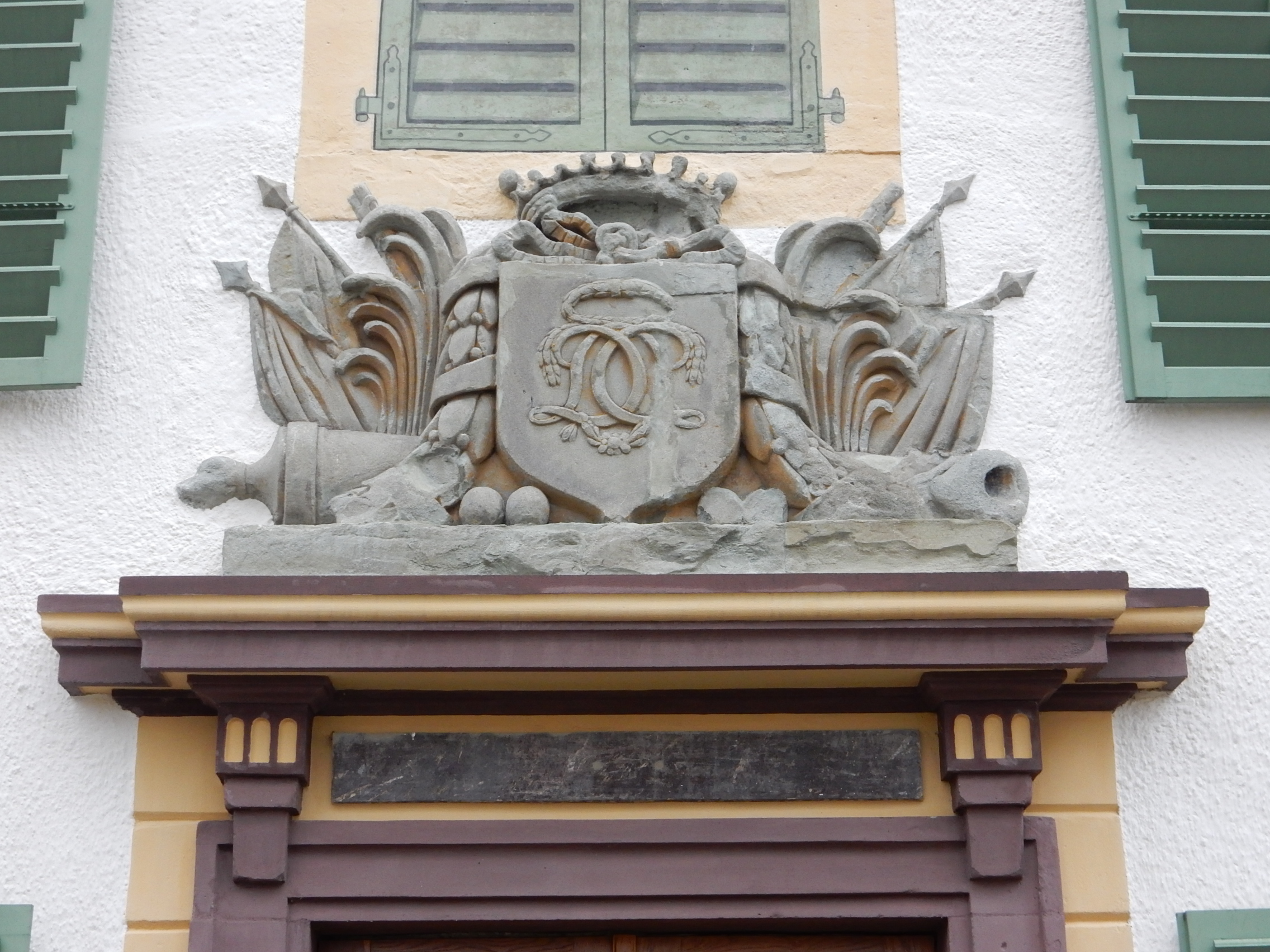
Château de Mézières, dessus de porte

Château, ou manoir de Diesbach, implanté sur le site d'une ancienne maison forte construite pour la famille de Bonvillars au début du XVIe siècle. La maison est achetée en 1547 par Jost Freitag, qui l'achève en 1562 par la pose de la charpente actuelle. Réaménagement vers 1627 pour l'avoyer Nicolas de Diesbach (1559-1630). Un pavillon oriental est lié au château par une galerie vers 1670. En 1756, le château passe au comte Jean de Diesbach-Torny, chambellan de l'empereur Charles VI. Il est agrandi en 1787-1789 pour son fils, le comte et maréchal de camp Frédéric de Diesbach-Torny, avec régularisation des façades. Dans les pièces des deux étages supérieurs, l'édifice conserve une remarquable série de papiers peints, dont certains de la manufacture Réveillon, à Paris, d'autres provenant de la célèbre manufacture Zuber, à Rixheim. On y a retrouvé 27 papiers posés entre le milieu du XVIIIe siècle et 1835 environ. Le château est l'une des cinq demeures connues au monde qui conservent un ensemble significatif de papiers peints du XVIIIe siècle.